# Yorkshire Evening News Tournament

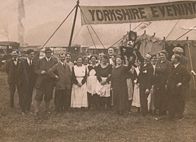
Eerste toernooi in 1923

Het Yorkshire Evening News Tournament was een internationaal golftoernooi in het Engelse Yorkshire voordat de Europese PGA Tour was opgericht. De laatste editie was in 1963.

## Geschiedenis
Spelers moesten zich in een strokeplay toernooi kwalificeren om mee te doen, het toernooi zelf was matchplay. Met name vanaf de jaren veertig deden er ook veel buitenlanders mee. Na de oorlog werd het een strokeplay toernooi
In 1923 werd de eerste editie op de Headingley Golf Club in Leeds gespeeld. Gene Sarazen en Walter Hagen waren uit de Verenigde Staten overgekomen. 
Het toernooi werd twaakf keer gespeeld op de Moortown Golf Club. In 1929 was deze club ook gastheer van de Ryder Cup. In 1932 duurde het toernooi vijf dagen. Er kwamen bijna 4.000 bezoekers.
In 1951 werd een boek uitgegeven over het toernooi: The Silver Jubilee of the Yorkshire Evening News Golf Professional Tournament, door Kolin Robinsin.

## Winnaars
| Jaar | Baan          | Winnaar                         | Score   | Info |
| ---- | ------------- | ------------------------------- | ------- | --- |
| 1923 | Headingley    | Herbert Jolly                   | 2 up    | Jolly was de latere Ryder Cup-speler (1927) en won de finale van Walter Hagen op de Headingley GC in Leeds |
| 1924 | Headingley    | Fred Robson                     | hole 37 | |
| 1925 | Moortown      | Len Holland                     | 3&2     | Holland was vijfde bij het Brits Open in 1920                                                              |
| 1926 | Moortown      | Charles Whitcombe               | 9&8     | |
| 1927 | Headingley    | Ernest Whitcombe                | 9&8     | |
| 1928 | Moortown      | Charles Whitcombe               | 2&2     | |
| 1929 | Moortown      | Joe Turnesa                     | hole 37 | |
| 1930 | Temple Newsam | Herbert Jolly                   | 3&1     | |
| 1931 | Sand Moor     | Ernest Whitcombe                | hole 39 | finalist Tommy Barber                                                                                      |
| 1932 | Moortown      | Bert Hodson                     | hole 39 | |
| 1933 | Temple Newsam | A L Lacey                       | 2&1     | |
| 1934 | Moortown      | Alf Padgham                     | hole 37 | |
| 1935 | Sand Moor     | Henry Cotton                    |         | |
| 1936 | Temple Newsam | Dick Burton                     |         | |
| 1937 | Moortown      | Arthur Lacey                    | 2&1     | op Sand Moor                                                                                               |
| 1938 | Leeds         | Alf Perry                       |         | |
| 1939 | Temple Newsam | Dai Rees                        |         | |
| 1944 | Roundhay      | Sam King                        |         | |
| 1945 | Moortown      | Archie Compston                 |         | |
| 1946 | Moortown      | Bobby Locke                     |         | |
| 1947 | Moortown      | Norman Von Nida en Henry Cotton | A.S.    | |
| 1948 | Moortown      | Charlie Ward                    |         | prijs werd uitgereikt door Countess of Scarbrough                                                          |
| 1949 | Moortown      | Sam L King                      | 6&5     | finalist Walter Lees                                                                                       |
| 1950 | Sand Moor     | Dai Rees                        |         | |
| 1951 | Moortown      | Dai Rees en Norman Von Nida     | 281     | Uitslag in The Sydney Morning Herald                                                                       |
| 1952 | Moortown      | Dai Rees                        |         | |
| 1953 | Sand Moor     | Peter Thomson                   |         | |
| 1954 | Moortown      | Eric Brown                      |         | |
| 1955 | Sand Moor     | Norman Drew                     |         | Book of Irish Golf                                                                                         |
| 1956 | Moortown      | Peter Thomson                   |         | |
| 1957 | Sand Moor     | Peter Butler                    |         | |
| 1958 | Moortown      | Tom Haliburton                  |         | |
| 1959 | Sand Moor     | Norman Drew                     |         | |
| 1960 | Moortown      | Peter Thomson                   |         | |
| 1961 | Sand Moor     | Peter Thomson                   |         | |
| 1962 | Moortown      | Peter Butler                    |         | |
| 1963 | Sand Moor     | Tom Haliburton                  |         | |